# Jordan Ranft
Jordan James Ranft (* 24. Dezember 1991 in San Mateo County, Kalifornien) ist ein US-amerikanischer Schauspieler und Synchronsprecher.

## Leben
Jordan Ranft ist der Sohn des verstorbenen Drehbuchautors Joe Ranft und dessen Ehefrau Sue Barry Ranft sowie Bruder der Synchronsprecherin Sophia Ranft und Neffe des Bildhauers Jerome Ranft.

## Filmografie
- 1998: Das große Krabbeln (A Bug's Life)
- 2003: Findet Nemo (Finding Nemo, Stimme von Kaul (Tad))